# Marsdenia schimperi
Marsdenia schimperi är en oleanderväxtart som beskrevs av Joseph Decaisne. Marsdenia schimperi ingår i släktet Marsdenia och familjen oleanderväxter. Inga underarter finns listade i Catalogue of Life.